# Elasticidad en coordenadas curvilíneas
La elasticidad en coordenadas curvilíneas es una formulación de las ecuaciones de la elasticidad de sólidos que permite formular el problema elástico en coordenadas totalmente arbitrarias. En muchas situaciones prácticas, la formulación en coordenadas esféricas o cilíndricas permite reflejar explícitamente las simetrías existentes en dicha situación y llegar a ecuaciones más simples que permiten una resolución más sencilla del problema elástico.

## Coordenadas curvilíneas
Un sistema de coordenadas curvilíneas {\displaystyle \{x^{a}\},\ a=1,2,3} definidos en {\displaystyle \mathbb {R} ^{3}} es una aplicación de clase {\displaystyle C^{\infty }} de un conjunto abierto {\displaystyle U_{Z}\subset \mathbb {R} ^{3}\to \mathbb {R} ^{3}} que satisface:
1. El recorrido o imagen es un conjunto abierto {\displaystyle U_{x}\subset \mathbb {R} ^{3}} y
2. la aplicación {\displaystyle (Z^{1},Z^{2},Z^{3})\mapsto (x^{1}(Z^{1},Z^{2},Z^{3}),x^{2}(Z^{1},Z^{2},Z^{3}),x^{3}(Z^{1},Z^{2},Z^{3}))} de {\displaystyle \scriptstyle U_{Z}} en {\displaystyle U_{x}} tiene una inversa de clase {\displaystyle C^{\infty }}, cuyas componentes se designan como {\displaystyle Z^{i}(x^{1},x^{2},x^{3})}

La base móvil asociada a dicho sistema de coordenadas se define como los vectores tangentes a las líneas coordenadas, es decir:

{\displaystyle {\hat {\mathbf {e} }}_{a}={\frac {\partial Z^{1}}{\partial x^{a}}}\mathbf {\hat {i}} +{\frac {\partial Z^{2}}{\partial x^{a}}}{\hat {\mathbf {j} }}+{\frac {\partial Z^{3}}{\partial x^{a}}}{\hat {\mathbf {k} }}}

Y los símbolos de Christoffel se definen simplemente como derivadas covariantes:

{\displaystyle \Gamma _{ab}^{c}={\frac {\partial ^{2}Z^{i}}{\partial x^{a}\partial x^{b}}}{\frac {\partial x^{c}}{\partial Z^{i}}}}

donde en la expresión anterior se ha usado el convenio de sumación de Einstein sobre índices repetidos. Por lo estos índices definirán una conexión que permitirá definir la derivada covariante y se cumplirá además que:

{\displaystyle {\frac {\partial {\hat {\mathbf {e} }}_{a}}{\partial x^{b}}}=\Gamma _{ab}^{c}{\hat {\mathbf {e} }}_{c}}

Además las componentes del tensor métrico expresado en las nuevas variables se definen como:

{\displaystyle g_{ab}={\frac {\partial Z^{i}}{\partial x^{a}}}{\frac {\partial Z^{j}}{\partial x^{b}}}\delta _{ij}}

### Aceleración y velocidad
Dada un deformación en el tiempo {\displaystyle \phi :{\mathcal {B}}\to \mathbb {R} ^{3}} de un sólido que originalmente ocupa una región {\displaystyle {\mathcal {B}}} se define la velocidad material y la aceleración material en las coordenadas {\displaystyle \{x^{a}\}} como:

{\displaystyle {\begin{cases}V^{a}={\cfrac {\partial \phi ^{a}}{\partial t}}(Z,t),\qquad \qquad \phi ^{a}(Z,t):=x^{a}(\phi (Z,t))\\A^{a}={\cfrac {\partial V^{a}}{\partial t}}+\Gamma _{bc}^{a}V^{b}V^{c}\end{cases}}}

## Tensor deformación
Dados dos sistemas de coordenadas curvilíneas {\displaystyle \{X^{A}\}} y {\displaystyle \{x^{a}\}} definidos respectivamente sobre la configuración inicial {\displaystyle {\mathcal {B}}} y {\displaystyle {\mathcal {S}}\subset \mathbb {R} ^{3}} la aplicación tangente o diferencial del movimiento se denomina gradiente de deformación y puede representarse por una matriz jacobiana dada por:

{\displaystyle {F^{a}}_{A}(X)={\frac {\partial \phi ^{a}}{\partial X^{A}}}(X),\qquad \mathbf {F} ={\frac {\partial \mathbf {x} }{\partial \mathbf {X} }}}

Esta matriz (así como su transpuesta y su inversa) permiten definir las aplicaciones regrediente (pull-back) y progrediente (push-forward), así como los diversos tensores de deformación que caracterizan el cambio de forma del sólido.
El tensor de Cauchy-Green diestro se define a partir del gradiente de deformación definido anteriormente:

{\displaystyle {C^{B}}_{A}(X)={(F^{T})^{B}}_{a}(X){F^{a}}_{A}(X),\qquad \mathbf {C} =\mathbf {F} ^{T}\mathbf {F} }